# Mikroskopia sił elektrostatycznych
Mikroskopia sił elektrostatycznych (z ang. Electrostatic Force Microscopy, EFM) – tryb pracy mikroskopu typu SPM, obrazuje lokalne rozmieszczenie ładunku elektrycznego, w konsekwencji także pole elektrostatyczne nad próbką. Między sondą a próbką wytwarza się różnicę potencjałów, sonda przesuwa się nad badaną powierzchnią nie dotykając jej. W chwili gdy sonda znajdzie się nad obszarem naładowanym, dźwigienka ugina się, a odbicie od niej pod innym kątem promienia lasera rejestrowane jest przez fotodetektor. EFM stosowane jest np. do próbkowania napięcia układu elektronicznego, najczęściej do testowania aktywnych mikroprocesorów.